# Lutalo Muhammad
Lutalo Muhammad (Stratford, 3 de junio de 1991) es un deportista británico que compite en taekwondo. 
Participó en dos Juegos Olímpicos de Verano, obteniendo una medalla de plata en Río de Janeiro 2016 y una de bronce en Londres 2012, ambas en la categoría de –80 kg. En los Juegos Europeos de Bakú 2015 consiguió una medalla de bronce.
Ganó dos medallas en el Campeonato Europeo de Taekwondo, oro en 2012 y bronce en 2014.

## Palmarés internacional
| Juegos Olímpicos   | Juegos Olímpicos         | Juegos Olímpicos  | Juegos Olímpicos |
| Año                | Lugar                    | Medalla           | Categoría        |
| ------------------ | ------------------------ | ----------------- | ---------------- |
| 2012               | Londres (Reino Unido)    | Medalla de bronce | –80 kg           |
| 2016               | Río de Janeiro (Brasil)  | Medalla de plata  | –80 kg           |
| Juegos Europeos    |                          |                   |                  |
| Año                | Lugar                    | Medalla           | Categoría        |
| 2015               | Bakú (Azerbaiyán)        | Medalla de bronce | –80 kg           |
| Campeonato Europeo |                          |                   |                  |
| Año                | Lugar                    | Medalla           | Categoría        |
| 2012               | Mánchester (Reino Unido) | Medalla de oro    | –87 kg           |
| 2014               | Bakú (Azerbaiyán)        | Medalla de bronce | –87 kg           |